# Kamen iz Sconea
Kamen iz Sconea (eng. Stone of Scone; škot. gael.  An Lia Fàil; škot. Stane o Scuin), poznati i kao Kamen sudbine (eng. Stone of Destiny), a u Engleskoj i kao Krunidbeni kamen (eng. Coronation Stone), kameni blok od crvenog pješčenjaka, koji se stoljećima koristio pri krunidbi škotskih kraljeva, da bi 1296. godine otuđio engleski kralj Eduard I. Dugonogi i odnio u London te ga smjestio u Westminsterskoj opatiji, zajedno s ostalim škotskim insignijama. Godine 1307. ugrađen je ispod Krunidbene stolice kralja Eduarda, čime je simbolički prikazana podložnost Škotske engleskoj kruni.
Godine 1950. ukrali su ga škotski nacionalisti i vratili ga u Škotsku. Četiri mjeseca kasnije je pronađen i vraćen u London. Godine 1996. odlučeno je da se Kamen iz Sconea vrati u Škotsku i danas se čuva u Edinburškom dvorcu.
Dimenzije su mu 66x41x28 cm, težak je 152 kg, a jedina dekoracija mu je križ.